# (216624) Kaufer
(216624) Kaufer est un astéroïde de la ceinture principale.

## Description
(216624) Kaufer est un astéroïde de la ceinture principale. Il fut découvert le 9 décembre 2002 à Heppenheim par l'observatoire d'Heppenheim. Il présente une orbite caractérisée par un demi-grand axe de 2,52 UA, une excentricité de 0,11 et une inclinaison de 8,4° par rapport à l'écliptique.

## Compléments